# 3694 Sharon
3694 Sharon eller 1984 SH5 är en asteroid i huvudbältet som upptäcktes den 27 september 1984 av den amerikanske astronomen Arie W. Grossman vid Palomar-observatoriet. Den är uppkallad efter Sharon R. Vinick.
Asteroiden har en diameter på ungefär 46 kilometer och den tillhör asteroidgruppen Hilda.